# Joanna Chesse
Joanna Chesse (25 de febrero de 1986) es una deportista francesa que compitió en tiro con arco, en la modalidad de arco compuesto. Ganó dos medallas de bronce en el Campeonato Europeo de Tiro con Arco al Aire Libre, en los años 2006 y 2012.

## Palmarés internacional
| Campeonato Europeo al Aire Libre | Campeonato Europeo al Aire Libre | Campeonato Europeo al Aire Libre | Campeonato Europeo al Aire Libre |
| Año                              | Lugar                            | Medalla                          | Prueba                           |
| -------------------------------- | -------------------------------- | -------------------------------- | -------------------------------- |
| 2006                             | Atenas (Grecia)                  | Medalla de bronce                | Equipo                           |
| 2012                             | Ámsterdam (Países Bajos)         | Medalla de bronce                | Equipo                           |